# Sigebert Havercamp
Sigebert Havercamp (1684-1742) fut un philologue classique, un numismate et un professeur néerlandais.

## Biographie
Né à Utrecht, il fut quelque temps ministre de l'Évangile. Il fut appelé en 1721 à l'université de Leyde, où il professa l'histoire, l'éloquence et le grec, et y forma un riche cabinet de médailles. Il était membre de l’Académie des antiquaires de Cortone.

## Œuvres
On a de lui, entre autres, :
- une édition de l'Apologétique de Tertullien, Leyde, 1718
- une édition de De Rerum Natura de Lucrèce, Amsterdam, 1725. Cette édition fut tirée à 820 exemplaires réservés aux souscripteurs : elle constitue une rareté bibliophilique car elle est considérée comme la première édition signée, limitée et numérotée de l'histoire de l'imprimerie.
- une édition du Breviarium Historiæ Romanæ d'Eutrope, Leyde, 1729
- une édition de Salluste, Amsterdam, 1742.
- une édition de Censorinus, Leyde, 1743

Il a publié en outre : 
- Dissertationes de Alexandri Magni numismate quo quatuor summa orbis terrarum imperia continentur, ut de nummis contorniatis, Leyde, 1722, in-4°. Elles sont savantes et très-recherchées.
- Thesaurus Morellianus, Amsterdam, 1734, 2 vol. in-fol. C’est le catalogue des médailles des familles romaines, etc., qu’avait recueillies et dessinées André Morel, d’après la méthode de Fulvio Orsini et de Charles Patin : l’illustre éditeur l’a fait précéder d’une savante préface, et a joint à la description de chaque médaille un commentaire surchargé d’une érudition indigeste : mais le livre est recherché pour l’exactitude des gravures. Peter Wesseling a publié les médailles des douze Césars qui forment la suite de cet ouvrage, avec les explications de Christian Schlegel et d’Anton Francesco Gori réunies à celles d’Havercamp.
- L’Histoire universelle expliquée par les médailles (en hollandais), 1736, 5 vol. in-fol. : elle n’a point été terminée.
- Sylloge scriptorum qui de linguæ græcæ vera et recta pronunciatione commentaria reliquerunt, Leyde, 1736-40, 2 vol. in-8°. Ce recueil est rare et recherché. Le premier volume contient les traités d’Adolf van Meetkercke, de Théodore de Bèze, de Jakob Ceratinus et d’Henri Estienne, sur la véritable prononciation du grec ; le second, le traité d’Érasme sur la prononciation du grec et du latin, huit lettres de John Cheke, et d’Étienne, évêque de Winchester, et les traités de Gregory Martin et d’Erasmus Schmidt sur le même objet. Toutes ces pièces étaient extrêmement rares ; et Havercamp leur a donné un nouveau prix par les dissertations intéressantes dont il les a accompagnées.
- Introductio in historiam patriæ a primis Hollandiæ comitibus usque ad pacem Ultraject. et Radstad. (1714), Leyde, 1739, in-8°.
- Introductio in antiquitates romanas, ibid., 1740, in-8° ;
- Musæum Wildianum in duas partes divisum, Amsterdam, 1740, in-8° ;
- Musæum Vilebrochianum, ibid., 1741, in-8°. Ce sont deux bons catalogues de médailles.
- Médailles de grand et de moyen bronze du cabinet de la reine Christine, gravées par Pietro Santi Bartoli, et expliquées par un commentaire latin et français, la Haye, 1742, in-fol. Le libraire de Hondt, ayant acquis les gravures de Santi Bartoli, pria Havercamp d’en composer l’explication en latin ; pour donner à cet ouvrage un débit plus prompt, il le fit traduire en français ; mais celui qu’il chargea de ce travail ne s’appliqua point assez à suivre le texte, qu’on doit consulter de préférence.

On attribue à Sigebert Havercamp l’édition des Poetæ latini rei venaticæ, qui est bien réellement d’Edouard Bruce, et qui lui attira d’injustes reproches de Pieter Burmann ; mais on lui doit encore des éditions estimées des Médailles du cabinet du duc de Croy, gravées par Jacques Bye ; — de l’Historia Jacobitarum d’Abudacnus, Leyde 1740 in-8° ; — du Spicilegium de J.-B. Ottiers, ibid., 1741, in-8° ; — et de la Sicilia numismatica de Filippo Paruta, 3 vol. in-fol., dans le Thesaur. rerum Italicarum de Burmann. Il promettait un Thesaurus numismaticus geographicus.
Enfin Havercamp a publié en société, avec Abr. Preyger, les Sentences de Sénèque et de Syrus, avec un commentaire de Gruter, qui était resté inédit, Leyde, 1727, in-8° Il a traduit, en vers hollandais, Sabinus, tragédie de Richer (voy Desfontaines, Jugements, t. 10, p. 137)

## Source
- Marie-Nicolas Bouillet  et Alexis Chassang (dir.), « Sigebert Havercamp » dans Dictionnaire universel d’histoire et de géographie, 1878 (lire sur Wikisource)
- « Sigebert Havercamp », dans Louis-Gabriel Michaud, Biographie universelle ancienne et moderne : histoire par ordre alphabétique de la vie publique et privée de tous les hommes avec la collaboration de plus de 300 savants et littérateurs français ou étrangers, 2e édition, 1843-1865 [détail de l’édition]